# Nockberge
Die Nockberge (selten auch Nockgebirge) sind die westlichste und höchste Gebirgsgruppe der Gurktaler Alpen und erstrecken sich über Teile Kärntens, Salzburgs und der Steiermark. Ihr Erscheinungsbild ist durch zahlreiche kuppenartige und grasbewachsene Berggipfel geprägt. Höchste Erhebung ist der 2441 m ü. A. hohe Eisenhut in der Steiermark. Ebenso zählen der Rosennock mit 2440 m ü. A. und der Große Königstuhl (2336 m ü. A.), der das Dreiländereck der Bundesländer Steiermark, Salzburg und Kärnten darstellt, zu den Nockbergen. Den zentralen Bereich der Nockberge umfasst der Biosphärenpark Nockberge.

## Geographie
Die Nockberge bilden den westlichsten Teil der Gurktaler Alpen, sie werden im Norden bis zum Katschberg (1641 m ü. A.) von der Mur zu den Niederen Tauern abgegrenzt. Im Westen trennen Lieser und Drau die Nockberge von der Ankogelgruppe der Hohen Tauern sowie den Gailtaler Alpen. Südlich des Ossiacher Sees schließen Sattnitz und Klagenfurter Becken, ein weiterer Teil der Gurktaler Alpen, an. Nach Osten innerhalb der Gurktaler Alpen werden sie von der Linie Gurk – Flattnitzer Höhe (1400 m ü. A.) – Paalbach begrenzt.
Die Bezeichnung Nock für „Kuppe“ ist für die Gipfel hier typisch.
Das Wort findet sich vereinzelt auch im Salzburgischen und Tirolischen (etwa Hoher Nock im Rofan, Nockspitze/Saile bei Innsbruck, Nockstein bei Salzburg, häufig in Südtirol) im Sinne ‚bewachsener Felsen, höchste Erhebung einer abgeflachten Bergkuppe‘, verwandt mit deutsch Nocke (‚gerundeter Fortsatz‘, an der Nockenwelle). Hierorts sind sie jüngeren Datums, und wohl eine Umschriftung älterer slawischer -nik-Namen (so der Rosen(n)ock im 19. Jahrhundert noch Rosenik). Trotzdem ist das Wort hier schnell identitätsstiftend geworden. In der Fremdenverkehrswerbung taucht in jüngerer Zeit auch die Bezeichnung Nocky Mountains in Anlehnung an die Rocky Mountains auf.
Die Nockberge lassen sich in insgesamt acht Untergruppen gliedern. Südlich von Bad Kleinkirchheim finden sich die Stöcke des Mirnocks (2110 m ü. A.) mit einer bemerkenswerten Prominenz von 1.343 m sowie des Wöllaner Nocks (2145 m ü. A.) und die Gerlitzen (1909 m ü. A.). Den zentralen Teil der Nockberge bilden die Millstätter Alpe (2101 m ü. A.) und der Rosennock (2440 m ü. A.). Im Norden finden sich die Gebirgsstöcke der Schwarzwand (2241 m ü. A.), des Königstuhls (2336 m ü. A.) sowie des Eisenhuts (2441 m ü. A.). Im Südwesten bildet der Millstätter-See-Rücken den Abschluss.